# Externato Capitão Santiago de Carvalho
O Externato Capitão Santiago de Carvalho ou ECSC, é um estabelecimento de ensino privado mas gratuito, com contrato de associação com o Ministério da Educação. Sediado na vila de Alpedrinha, concelho do Fundão, distrito de Castelo Branco, fica situado dentro do tecido urbano da vila, na vertente da Serra da Gardunha virada a Sul.
A sua localização transforma-o num esplêndido miradouro sobre a região, de onde provêm os seus alunos, para além de constituir um espaço geográfico e humano privilegiado no que toca à abertura a novos horizontes do conhecimento e da experiência.
Funciona em regime de externato, e aborda a níveis de ensino desde o 5º ao 9º ano de escolaridade.
Escola multicultural integra alunos de diversas localidades situadas a sul da serra da Gardunha nomeadamente, Alpedrinha, Vale de Prazeres, Mata da Rainha, Orca, Lardosa, Soalheira, Louriçal do Campo, Póvoa de Atalaia, Atalaia do Campo e Castelo Novo.

## História
A criação do Externato Capitão Santiago de Carvalho resultou da iniciativa de dois sacerdotes e três professores do ensino primário, norteados pela prestação de um serviço à comunidade.
No ano de 1964 foi enviado ao ministério da educação o primeiro pedido de autorização, que no ano seguinte  foi indeferido com o argumento de que o estabelecimento de ensino mais próximo ficava a 12 km, no Fundão, pelo que não se justificava.
Inicialmente foi criado na Póvoa da Atalaia, em regime de ensino doméstico, e posteriormente transferido para Alpedrinha no ano de 1968.
Em 1970 foi concedida a primeira autorização provisória de funcionamento e adquirido o edifício onde ainda hoje funcionam a Direcção, os serviços administrativos e algumas salas de aula. O paralelismo pedagógico e económico foi concedido, provisoriamente, em 1973 e o alvará definitivo em 1981, pelo então Ministro da Educação e Ciência, Dr. José Hermano Saraiva. O chefe de gabinete, Dr. João Falcato, por proposta do Rev.mo Padre José Carvalho Santiago, aceitou a designação de "Externato Capitão Santiago de Carvalho", em homenagem a seu irmão, herói nacional que, com grande coragem e sentido de dever, pereceu em combate no dia 18 de Dezembro de 1961, aquando da invasão de Damão, na Índia.
Em 1995 foi constituída uma sociedade por quotas com a designação Externato Capitão Santiago de Carvalho e Irmãos Lda., que substituiu a empresa em nome individual, Externato Capitão Santiago de Carvalho, nesse mesmo ano deu-se pela primeira vez, o inicio do ensino secundário regular, que se manteve em funcionamento durante cerca de vinte anos. O colégio tem-se expandido para terrenos anexos e, em 1998, foi inaugurado o último edifício com mais seis salas, uma Biblioteca, um Centro de Recursos com videoteca, os laboratórios de Química e Biologia e uma cantina.
Escola particular com ideário próprio, o Externato Capitão Santiago de Carvalho, visa “Instruir para Construir “ numa perspetiva humanista, fundamentada de valores cristãos, revelando responsabilidade na educação dos seus alunos, o que tem vindo a acontecer á mais de três décadas..

## Ligações Externas
- «Página Oficial do ECSC»
- «Projecto Educativo» (PDF)